# مانويل كونراد
مانويل كونراد (بالألمانية: Manuel Konrad)‏ (14 أبريل 1988 بإلرتيسن في ألمانيا - ) هو لاعب كرة قدم ألماني في مركز الوسط. شارك مع منتخب ألمانيا تحت 19 سنة لكرة القدم ومنتخب ألمانيا تحت 20 سنة لكرة القدم. أما مع النوادي، فقد لعب مع إف إس في فرانكفورت ونادي فرايبورغ ونادي أونترهاخينغ.

## وصلات خارجية
- مانويل كونراد على موقع قاعدة بيانات كرة القدم.إي يو (الإنجليزية)
- مانويل كونراد على موقع بيانات كرة القدم. دي إي (الألمانية)
- مانويل كونراد على موقع Soccerway.com (الإنجليزية)
- مانويل كونراد على موقع عالم كرة القدم.نت (الإنجليزية)